# 德間日本傳播
德間日本傳播（日語：株式会社徳間ジャパンコミュニケーションズ）為日本的唱片公司，曾經為太平住宅集團及德間書店集團的旗下公司，後於2001年成為第一興商的子公司。雖然與德間書店無資本上的關係，惟延續使用「德間」名稱，與德間書店為業務提攜關係。

## 公司簡介
遠藤實、島倉千代子與資助者中山幸市（太平住宅創業者）在1965年（昭和40年）成立了太平音響株式会社。1968年（昭和43年）太平音響社名改為唱片品牌「MINORUPHON」（ミノルフォン），遠藤被推為社長。
1972年（昭和47年），MINORUPHON被德間書店社長德間康快買下，改名為「德間音樂工業」（徳間音楽工業），並與另一間公司「日本唱片」（ジャパンレコード，Japan Record）合併後改稱「德間日本」（徳間ジャパン）。
2001年（平成13年），陷入財務危機的德間書店將德間日本的全部股份賣給了第一興商，但與其仍有業務上的關係。
2005年（平成17年），與德間日本同為第一興商子公司的日本皇冠（日本クラウン）的Tri-M（トライエム）股份有限公司將「Meldac」（メルダック）唱片品牌（製作、販賣部門）併入德間日本傳播，影像部門則賣給AVEX。

## 與吉卜力工作室的關係
1980年代就有的Animage Record唱片品牌發行了多部吉卜力工作室的作品原聲帶、印象專輯，但是在《地海戰記》後主題曲改由山葉音樂傳播發行；而後若要收錄主題曲，都要向山葉借母帶。

## 主要品牌

### J-POP、動畫類
- MIDZET HOUSE
- 吉卜力工作室唱片

### 過去品牌
- HARVEST RECORDS
- Dan
- BouRbon

## 主要藝人

### 現行
- 50音順

### 過去所屬藝人
- 50音順

## 外部連結
- 德間日本傳播官網
- YouTube上的德間日本傳播頻道